# باركر بيلي
باركر بيلي (بالإنجليزية: Parker Bailey)‏ (و. 1902 – 1980 م)هو ملحن، وعازف بيانو، ومحامي من الولايات المتحدة الأمريكية .